# Aristelliger
Aristelliger es un género de geckos de la familia Sphaerodactylidae.
Son especies de hábitos nocturnos y arbóreos, encontrados principalmente en el Caribe.

## Especies
Se reconocen las siguientes ocho especies:
- Aristelliger barbouri (Noble & Klingel, 1932)
- Aristelliger cochranae (Grant, 1931)
- Aristelliger expectatus Cochran, 1933
- Aristelliger georgeensis (Bocourt, 1873)
- Aristelliger hechti Schwartz & Crombie, 1975
- Aristelliger lar Cope, 1861
- Aristelliger praesignis (Hallowell, 1856)
- Aristelliger reyesi Diaz & Hedges, 2009